# Achttienhoven (Utrecht)
Achttienhoven is een voormalig dorp en tevens voormalige gemeente in de gemeente De Bilt (provincie Utrecht). Het wordt tegenwoordig beschouwd als onderdeel van Westbroek. Ten zuiden van het dorp ligt de Gagelpolder, een staatsnatuurreservaat met zeldzame moerasvegetatie.

## Geschiedenis

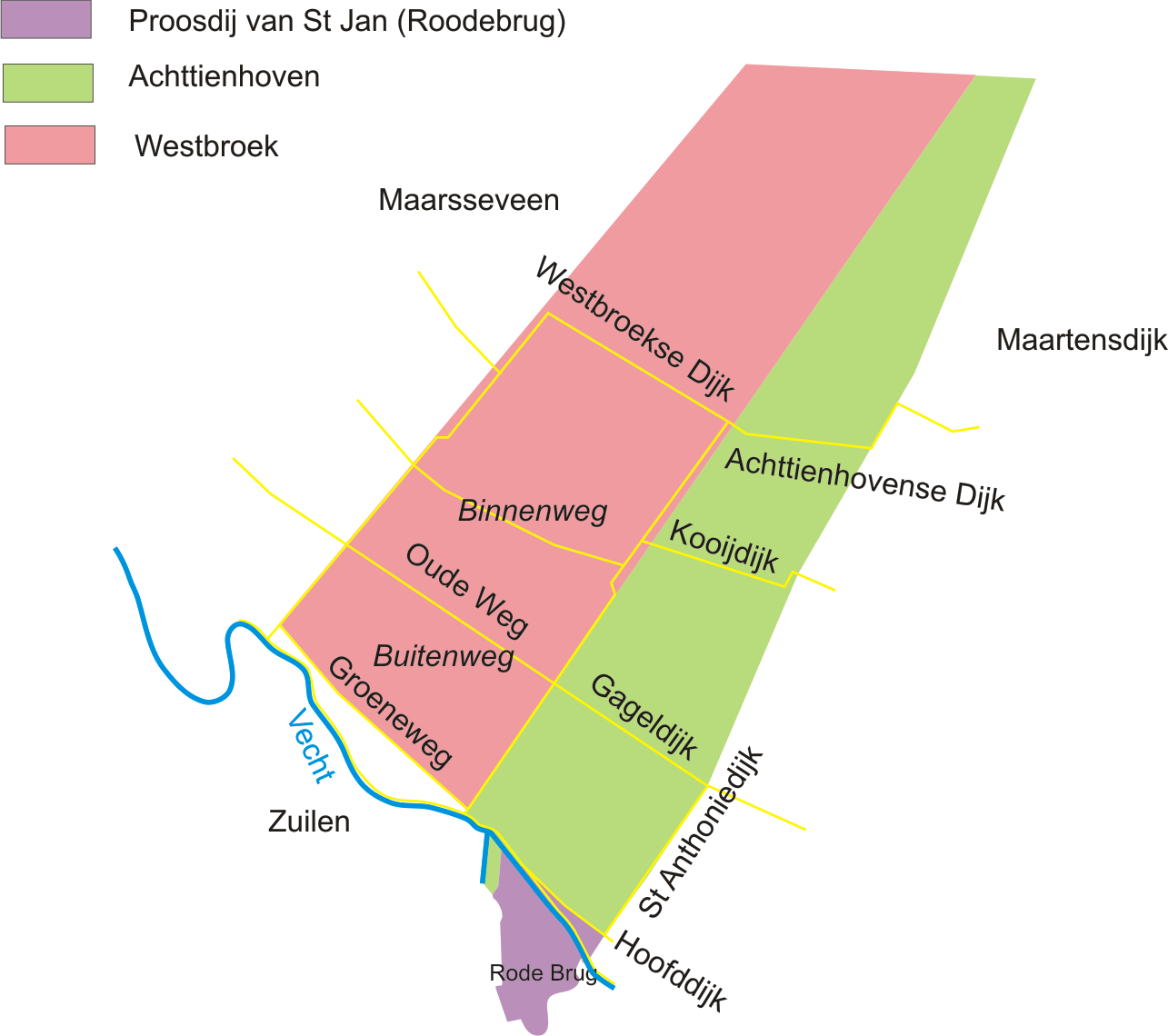
proosdij van St Jan en de ontginning van Achttienhoven

De ontginning aan de Vecht werd in 1085 door de bisschop van Utrecht geschonken aan het kapittel van Sint Jan te Utrecht. Het gebied sloot aan bij het bezit van het kapittel op het oude land langs de Vecht. Kapittelgoederen werden bestuurd door de proost van een kapittel, zodat de benaming proosdijlanden werd toegepast. De proost kreeg zelfs de hoge rechtsmacht in de ontginning, zodat Achttienhoven een van de weinige hoge heerlijkheden in Utrecht was.
De ontginning had als basis de Hoofddijk. Haaks op de Hoofddijk werden sloten gegraven om het veen te ontwateren. De eerste nederzetting was waarschijnlijk langs de Hoofddijk. In de eerste fase werd het gebied tot de Gageldijk ontgonnen. De huizen waren van hout en konden gedemonteerd worden om vervolgens verplaatst te worden naar de volgende dwarsdijk. Tijdens de tweede fase werd omstreeks 1300 de Kooijdijk bereikt en tijdens de derde fase omstreeks 1450 de Achttienhovense Dijk, de huidige Dr. Welfferweg. De bewoning werd niet meer verplaatst en het laatste stuk veen werd ontgonnen. Aan de linker zijde kon men doorgaan tot de grenzen met het graafschap Holland, maar aan de rechter zijde stuitte men op Maartensdijk, waar de ontginning kennelijk eerder was begonnen.
Toen in 1477 de parochie Westbroek werd gesticht, ging Achttienhoven deel van deze parochie uitmaken.
Op 20 augustus 1539 bepaalde de landvoogdes Maria van Hongarije dat het gedeelte van de proosdijlanden waarin de Rode brug lag bij de stadsvrijheid moest worden gevoegd. De reden voor deze verandering is onbekend. Het kwam erop neer dat de Hoofddijk de nieuwe grens werd. Het deel van Achttienhoven dat bij Utrecht was gevoegd stond bekend als het gerecht Roode Brug.
In 1795 kwam er een eind aan de heerlijke rechten en werden de gemeenten gevormd. Achttienhoven werd ook een gemeente, maar op 1 januari 1812 werden Westbroek en Achttienhoven samengevoegd onder de naam Westbroek. Op 1 januari 1818 werd de fusie ongedaan gemaakt en was Achttienhoven weer zelfstandig.
Bij de gemeentelijke herindeling rond Utrecht op 1 januari 1954 werd het zuidelijk deel van de gemeente bij Utrecht gevoegd en het noordelijk deel met de Dr. Welfferweg bij Westbroek. Met Westbroek werd Achttienhoven op 1 juli 1957 bij Maartensdijk gevoegd. De laatste wijziging was op 1 januari 2001 toen Maartensdijk bij De Bilt werd gevoegd.